# 九伟人

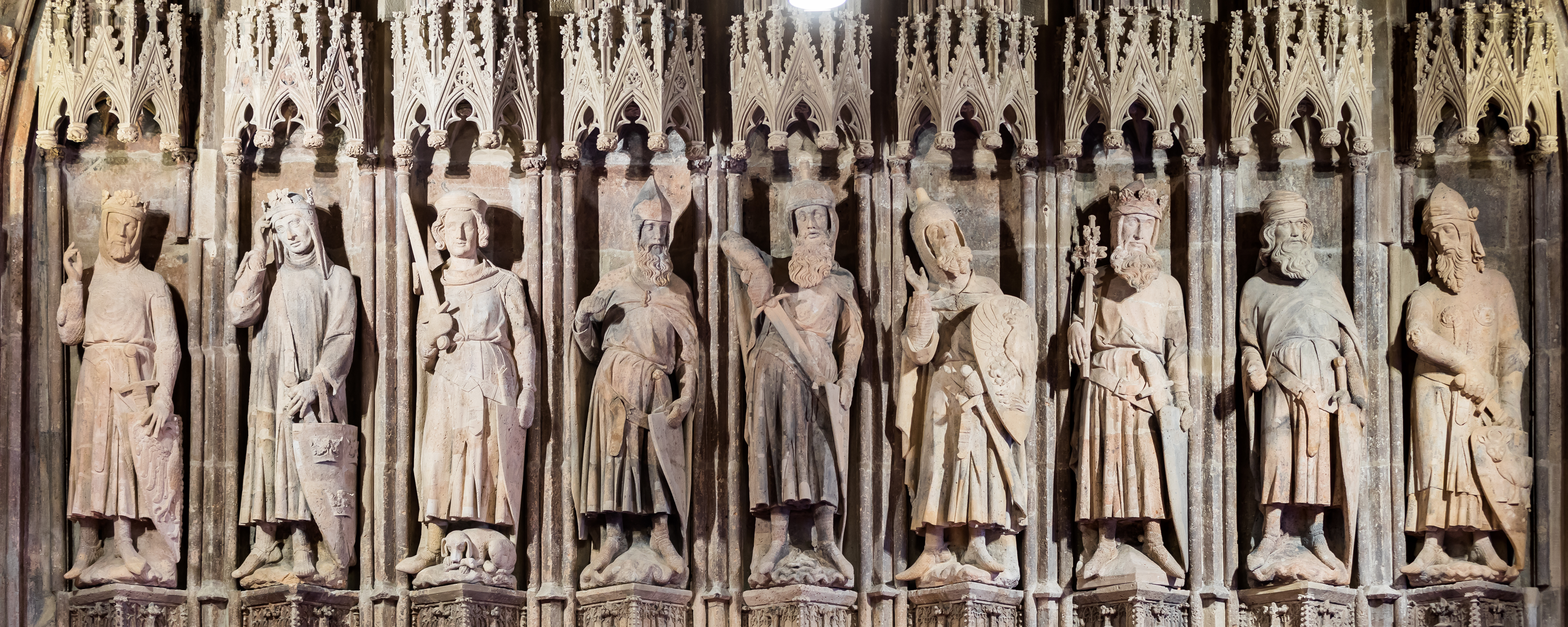
位于德国科隆市政厅的九英雄（德语中被称为“Neun Gute Helden”）雕像，建于13世纪，是已知最早的九伟人艺术形象。从左到右分别为：查理曼、亚瑟王、戈弗雷、凯撒、赫克托耳、亚历山大、大卫、约书亚、犹大·马加比。

九伟人（英語：Nine Worthies；又译“九圣”、“九杰”）是欧洲中世纪文化中被认为彰显骑士精神的九位历史、圣经和传说人物的统称。人们认为九伟人是骑士精神的化身，也是所有有志于成为骑士的人学习的榜样。在法国，他们也被称作“九勇士”，并被赋予了具体的美德，例如士兵的勇敢或将领的指挥才能。
九伟人包括如下人物，以三个人为一组:
- 三名异教徒英雄
  - 赫克托耳
  - 亚历山大大帝
  - 尤利乌斯·恺撒
- 三名犹太人英雄
  - 约书亚
  - 大卫王
  - 犹大·马加比
- 三名基督徒英雄
  - 亚瑟王
  - 查理曼
  - 布永迪戈弗雷